# Dom Valentina Staniča
Dom Valentina Staniča (2332 m) – schronisko turystyczne, które leży na płaskowyżu między Begunjskim vrhem, Visoką Vrbanovą špicą, Rjaviną i Ržą. Nosi imię słoweńskiego księdza i alpinisty, Valentina Staniča. Pierwsze schronisko Deschmannhaus nazwano imieniem Dragotina Dežmana, słoweńskiego polityka i historyka 30 czerwca 1887 wybudowało Niemiecko-Austriackie Towarzystwo Górskie (niem. Deutscher und Österreichischer Alpenverein, DÖAV). Schronisko zostało wyremontowane i powiększone 25 sierpnia 1963. Zarządza nim PD (Towarzystwo Górskie) Javornik - Koroška Bela.

## Dostęp
- 4½: z Lengarjevega rovtu w dolinie Kot, przez Pekel
- 4½h: z Aljaževego domu we Vratach (1015 m), Tominškovym szlakiem
- 5h: z Aljaževega domu we Vratach (1015 m), szlakiem przez Prag
- 5h: z Kovinarskiej kočy w Krmi (870 m), koło Apnenicy
- 3h: z Vodnikovego domu na Velem polju (1817 m), przez Przełęcz Konjską (Konjski preval)

## Sąsiednie obiekty turystyczne
- 1h: do Triglavskiego domu na Kredaricy (2515 m)
- ½h: Begunjski vrh (2461 m)
- 2h: Cmir (2393 m)
- 2h: Rjavina (2532 m), przez Dovška vrata („Dovškie Wrota”
- 2h: Rjavina (2532 m), koło Pekla
- przejście grzbietem: Spodnja Vrbanova špica (2299 m) - Visoka Vrbanova špica (2408 m), z początkiem w Peklu albo w odwrotnym kierunku, razem 4 h